# Колюх Валерій Вікторович
Валерій Вікторович Колюх (нар. 18 квітня 1973, с. Медвин, Богуславський район, Київська область) — український викладач, професор кафедри політичних наук Київського національного університету імені Тараса Шевченка. Народний депутат України 9-го скликання. Член тимчасової слідчої комісії ВРУ з питань перевірки та оцінки стану акціонерного товариства "Українська залізниця", розслідування фактів можливої бездіяльності, порушення законодавства України органами управління зазначеного підприємства, що призвели до значного погіршення технічного стану підприємства та основних виробничих показників (з 27 січня 2021).

## Життєпис

### Освіта
Закінчив філософський факультет КНУ ім. Тараса Шевченка, Київський університет права НАН України. Доктор політичних наук.

### Трудова діяльність
Він був асистентом та доцентом кафедри політичних наук КНУ ім. Тараса Шевченка.
Працював у Кабінеті Міністрів України, був консультантом депутатської фракції Народного Руху України у Верховній Раді, також
консультував політичних діячів, громадських активістів, волонтерів.
Колюх є автором понад 100 наукових публікацій. Розробник та співавтор низки законопроєктів.
Був помічником-консультантом трьох нардепів-регіоналів.

## Політична діяльність
Працював помічником народного депутата від Партії регіонів Володимира Сівковича
2002 року болатувався до Верховної Ради 4-ого скликання за округом № 93 (Київська область) як самовисуванець.[джерело?]
2014 року балотувався до Верховної Ради 8-ого скликання за округом №92 (Київська область) як самовисуванець.[джерело?]
У 2015 році балотувався до Київської міської ради 8-ого скликання від партії «Батьківщина» за округом № 118 (Шевченківський район) .
Перед тим як стати депутатом працював помічником Володимира Сівковича, Володимира Олійника та Олександра Онищенка .
Кандидат у народні депутати від партії «Слуга народу» на парламентських виборах у 2019 році (виборчий округ № 92, Білоцерківський, Володарський, Ставищенський, Таращанський, Тетіївський райони, частина Сквирського району). На час виборів: професор кафедри політичних наук Київського національного університету ім. Тараса Шевченка, безпартійний. Проживає в м. Києві.
У листопаді 2019 року під час голосування про скасування мораторію на землю та відкриття ринку землі утримався.
У кінці 2019 року став ініціаторам законопроєкту №2678 “Про внесення змін до Кримінального процесуального кодексу України щодо уповноваження слідчих органів безпеки здійснювати досудове розслідування злочинів, що загрожують державній безпеці України”, який дозволить Службі безпеки України забирати в інших правоохоронних органів будь-які справи. Критерієм, за яким пропонують передавати справи, буде рішення, що справа загрожує національній безпеці.
Член Комітету Верховної Ради з питань освіти, науки та інновацій, голова підкомітету з питань вищої освіти.
Співголова групи з міжпарламентських зв'язків з  Азербайджанською Республікою.[джерело?]